# 德文 (堪薩斯州)
德文（英語：Devon）為位在美國堪薩斯州波旁縣的非建制地區。

## 歷史
此地區於1860年設立，原稱米爾克里克（Mill Creek），後來更名為德文。現今地名以英國英格蘭的郡德文郡命名。